# المبتدئ (فلم)
المبتدئ هو فيلم درامي سنغافوري عرض عام 2016 أخرجه بو جونفنغ. تم ترشيحه لجائزة نظرة في مهرجان كان السينمائي لعام 2016. تم اختياره لتمثيل سنغافروة في جائزة الأوسكار لأفضل فيلم بلغة أجنبية 89 ولكن لم يتم ترشيحه.
يركز الفيلم على ضابط سجون شاب يلتقي زميله الأكبر سنا الذي يكشف عن أنه القائد الرئيسي. تتوثق علاقتهما وتتكشف الخلفيات الخاصة بهما في جميع أنحاء الفيلم. كما أنها تمس عقوبة الإعدام من وجهة نظر الجاني.

## القصة
تم نقل ضابط السجون الرقيب أيمن للتو من «الكمنولث» (في إشارة إلى سجن كوينستون السابق للسجون) إلى سجن لارانغان الخيالي وهو السجن الأقصى لأمن الدولة. نظرا لخلفيته في التعليم المهني فإنه مكلف بمراقبة سجناء إعادة التأهيل في ورشة عمل السجن. في وقت لاحق في حين يساعد زميله الرقيب جوزيف لمسح بعض المحلات في مشنقة السجن فإنه يواجه كبير التنفيذيين وكبير السجانين رحيم. يتطوع لمساعدة رحيم في العثور على حبل مناسب للمشنقة وسرعان ما يتصادق الرجلان.
في المنزل أبلغ أيمن أخته الكبرى سهيلة عن لقاءه مع الجلاد. هذا يضع ضغطا على علاقة الإخوة لأن سهيلة مستاءة من تعاملات أيمن في العمل خاصة لأن والدهم حكم عليه بالإعدام منذ ثلاثين عاما بسبب القتل في حين أن أيمن يبدو أنه لا يوافق على علاقة سهيلة مع جون وهو مغترب أسترالي.
في العمل يكشف جوزيف عن أيمن أنه تنحى عن منصبه كمساعد رحيم لأنه عندما كلف بتنفيذ عملية إعدام لم يتمكن من سحب الرافعة. أيمن يوافق على أن يصبح المتدرب رحيم الجديد. سهيلة تدعو أيمن لإعلان مشاركتها لجون. أيمن لا يأخذ ذلك جيدا وعلى الرغم من ذلك يقول لسهيلة أنه الآن مساعد الجلاد مما يغضب سهيلة كثيرا. في الوقت نفسه يعلم رحيم أيمن الحيل للتجارة ويشارك علمه وخبرته معه.
أيمن أخيرا يتلقى تجربة مباشرة مع التنفيذ. يقتاد راندي إلى المشنقة حيث يقدم رحيم كلمات راندي من عزاء قبل تنفيذ الإعدام. يذهل أيمن للتجربة ويحاول أن يدعو سهيلة دون جدوى. يسرع للمنزل لكنه يجده فارغا. من المفترض أن سهيلة غادرت إلى أستراليا مع جون.
في هذه الأثناء يقوم رحيم بالتحقق من تصريحات أيمن الأمنية ويكتشف أن والد أيمن قد حكم عليه بالإعدام منذ فترة طويلة. عندما يعود أيمن إلى العمل يخبره رحيم أن سجل والده الجنائي كان ينبغي أن يمنعه من تولي دور يتعلق بالتنفيذ وأن عدم الكشف عن ذلك كان جريمة. يقول أيمن أن ماضي والده لا ينبغي أن يكون له أي تأثير على عمله وانطباعات الآخرين عنه. يدخل الرجلان في نقاش ساخن ويتسائل أيمن عن أخلاق رحيم ورحيم يدين أيمن للتحدث عن الخط. عندما تهدأ الأمور يقول رحيم أن أيمن يمكن أن يتوقع إجراءات تأديبية. عندما يعود أيمن إلى البيت يرسل رسالة صوتية إلى سهيلة لإخبارها بأنه قد يفقد وظيفته.
يقع حادث مروري لرحيم على الطريق ويدخل المستشفى. يضع المشرف المساعد جيمس تان أيمن مسؤولا عن التنفيذ المرتقب مما يعني أن أيمن لم يتم توجيه الاتهام إليه فحسب بل إن حياته المهنية مع إدارة السجون قد تكون قد اتخذت منعطفا نحو الأفضل. في صباح اليوم التالي تخبر سهيلة أيمن عن وصولها إلى أستراليا. تتحقق مع أيمن لتأكيد ما إذا كان سيتم اتهامه. أيمن يرد «ربما لا». ثم تطمئن سهيلة له وتخبر شقيقها بأنها ستكون دائما معه بحكم كونها شقيقته الأكبر.
يوم التنفيذ يصل. يأتي سجين صف الموت إلى أيمن مع عدد من الأشخاص المهمين للمراقبة. يقود أيمن النزيل إلى المشنقة ويضع الخناق حول عنق النزيل ويضع يديه على الرافعة التي تنشط أبواب الفخ. الشاشة تصبح سوداء وتترك النتيجة مفتوحة.

## البطولة
- فردوس الرحمن في دور الرقيب أيمن يوسف ضابط السجون الماليزي البالغ من العمر 28 عاما والذي نقل مؤخرا إلى سجن لارانغان.
- وان حنفي سو في دور رحيم كبير موظفي التنفيذ في السجن.
- مستورة أحمد في دور سهيلة شقيقة أيمن الأكبر سنا.
- نيكسون تشنغ في دور الرقيب جوزيف لي مساعد رحيم الذي يتراجع لاحقا.
- بوون كوه في دور مساعد جيمس تان كاتب رئيس سجن لارانغان الذي يعين لاحقا أيمن لأداء إعدامه الأول.
- كريسبيان تشان في دور راندي تان وهو السجين المحكوم عليه بالموت.
- شون توبن في دور جون وهو مغترب أسترالي وحبيب سهيلة.
- جيرالد تشو في دور هوك وهو السجين المحكوم عليه بالموت.

## الإنتاج
انتشرت الأعمال التحضيرية للفيلم على مدى خمس سنوات. كنقطة انطلاق للبحث قرأ أولا بو كتاب مرة واحدة جولي الجلادة من تأليف آلان شادريكي. كما تضمن الكتاب الذي ينتقد النظام القضائي في سنغافورة مقابلة مع الجلاد دارشان سينغ الذي أعدم ما يصل إلى 18 مدانا في يوم واحد. كما أجرى مقابلات مع الجناة السابقين والأئمة والكهنة الذين ساعدوا السجناء المحكوم عليهم بالإعدام بأداء صلواتهم الأخيرة قبل إعدامهم وأسر أولئك الذين خضعوا لعقوبة الإعدام.
تم تصوير الفيلم داخل العديد من مرافق سجن مهجور في نيو ساوث ويلز، أستراليا. تم ذلك أيضا لتجنب مزيد من الضجة من زملائه السنغافوريين بشأن الممارسة المثيرة للجدل كونها موضوع الفيلم.

## الاستقبال
تلقى المبتديء ردود فعل إيجابية وحفاوة دائمة في العرض الأول للفيلم في مهرجان كان السينمائي.
على الصعيد المحلي عرض الفيلم لأول مرة في مبنى الكابيتول في 14 يونيو ثم في كامل الجزيرة في 30 يونيو. كانت مراجعات الفيلم إيجابية. كان للفيلم أيضا بعد كبير في البلاد المجاورة ماليزيا كما عرض لأول مرة في دور السينما المختارة هناك في 24 نوفمبر من نفس العام مع استعراض إيجابي.

### الجوائز
حاز الفيلم على العديد من الجوائز عن القصة وأداء الممثلين بما في ذلك جائزة شبكة تعزيز السينما الآسيوية ومهرجان الحصان الذهبي للأفلام وفئة «أفضل فيلم روائي» في مهرجان سانت لويس السينمائي الدولي وجائزة زهرة السحلب الخاصة بفئة «أفضل فرقة تمثيلية» في مهرجان هاواي السينمائي الدولي ومهرجان الفيلم الآسيوي الجديد لأفضل فيلم في مهرجان كسينما السينمائي الدولي 2016 وفاز المخرج بو جونفينج بجائزة «المخرج المرتفع» في مهرجان بوسان السينمائي الدولي.